# Merrillite
La merrillite è un minerale del supergruppo della cerite, all'interno del quale viene collocato nel gruppo omonimo da lì al sottogruppo omonimo, e che prende il nome dallo specialista di meteoriti statunitense George Perkins Merrill (1854-1929) che la scoprì in quattro meteoriti. La specie in un primo tempo non era stata accettata, per poi essere validata nuovamente nel 1975 in quanto si è appurato che non è identica alla whitlockite.

## Morfologia
La merrillite si presenta sotto forma di granuli anedrali.

## Origine e giacitura
La merrillite si trova nelle meteoriti rocciose.